# Висящо кафе
Висящо кафе (на италиански: caffè sospeso; на неаполитански: cafè suspiso) е благотворителна инициатива възникнала първоначално в Италия. Когато се поръча „висящо“ кафе, купувачът плаща няколко кафета, но консумира по-малко. По този начин, когато в заведението влезе човек, който не може да си плати, той пита дали има някакви висящи кафета и ако има, му се дава. В България близо 200 заведения се включват в тази инициатива, като ден след висящо кафе започва и инициатива „висящ хляб“. Първата касова бележка за висящо кафе е издадена на 26 март 2013 г. в 18:41 ч. в град Варна.
На 10 декември 2010 г. се чества за първи път ден на висящото кафе в Неапол.
Инициативата "Висящо кафе" започна да се реализира в България през 2014 година. Идеята бързо намира почитатели сред кафенета и ресторанти в различни градове, като предоставя възможност за хората да помогнат на тези в нужда.